# Union sportive issoirienne rugby
Maillots
Actualités
L'Union sportive issoirienne rugby est un club français de rugby à XV représentant la ville d'Issoire.

## Histoire

### Le Stade issoirien
Le club est créé en novembre 1910 sous l'appellation du Stade issoirien. 
C'est au cours de la saison 1920-1921 que le Stade issoirien joue et perd sa première finale de championnat du Centre de deuxième série. Il triomphera les quatre saisons suivantes. En avril 1927, en barrage, le Stade issoirien bat le FC moulinois et monte en première série. 

### Le Rugby Club issoirien
Le 22 décembre 1928, le Rugby Club issoirien prend la suite du Stade issoirien. Il démarre en cinquième série et remporte le titre de Champion du Centre 1929-1930 sous la présidence de Monsieur Rocleras. Lors de la saison 1931-1932, le club issoirien atteint la demi-finale du championnat de France de cinquième série. 
La saison suivante, le Rugby Club issoirien parvient une nouvelle fois à décrocher le titre de champion de Centre, en quatrième série, le dernier de sa courte histoire. 

### Renaissance du Stade issoirien
À partir de 1933, joueurs et dirigeants décident de reprendre l'ancienne appellation de Stade issoirien. Sous ce nom, le club issoirien accumulera jusqu'en 1940 les titres de champion d'Auvergne de deuxième série, avec 7 titres consécutifs. 

### L'Union sportive issoirienne

#### Années 1940 - Les débuts de l'US Issoire rugby
En 1941, le Stade issoirien fusionne avec toutes les associations sportives de la ville (athlétisme, cyclisme et cyclotourisme, football, gymnastique et sports féminins, natation, rugby, ski, tennis) sous l'égide de l'Union sportive issoirienne.
La Seconde Guerre mondiale terminée, le club essaie de retrouver son lustre d'antan grâce à un groupe de dirigeants de qualité. Sous la présidence de François Chabrol, l'US Issoire dispute le championnat de Promotion. L'équipe est championne d'Auvergne de cette catégorie en 1947-1948. 

#### Années 1950 - Premiers exploits nationaux
Au cours de la saison 1950-1951, l'US Issoire accède à la division d'honneur. Néanmoins, elle ne peut se qualifier pour les phases finales du championnat de France, devancée dans sa poule par les clubs de Ribérac et d'Objat. 
Toujours dirigée par le président Chabrol, l'US Issoire partage lors de la saison 1951-1952 sa poule avec Saint-Florent-sur-Cher, Strasbourg, Reims, Cheminots de Paris Sud-Est, et l'US Massif central. Se qualifiant pour les phases finales du championnat de France, l'US Issoire parviendra à se défaire de Saint-Étienne-de-Saint-Geoirs en 8e de finale, de Saint-Claude en quart de finale (11-8) et de Gallia club de Perpignan en demi-finale (3-0). 
Le 4 mai 1952, l'US Issoire dispute la finale du championnat de France Honneur ; elle s'inclinera à Souillac contre le SA Bordeaux sur le score de 6 à 3.
Finaliste malheureux, le club accède à la troisième division. Pour sa première saison à ce niveau, l'US Issoire se maintient. Lors de la saison 1953-1954, le club parvient même à se qualifier pour les phases finales du championnat de France (défaite en 16e de finale contre le Stade Auto lyonnais). 
En 1954, la Fédération française de rugby décide de refondre le système divisionnaire propulsant administrativement le club issoirien en deuxième division. Lors de cette saison, les « mauve et noir » rencontreront le Stade Aurillacois, le CA Brive, La Voulte, le SC Albi, Bellegarde, Guéret, Decazeville, Saint-Junien et Limoges. L'US Issoire parvient à se maintenir à ce niveau jusqu'à la saison 1957-1958 où le club enchaine les mauvais résultats à la suite de l'arrêt de nombreux joueurs ; le rugby issoirien retrouve la troisième division. 

#### Années 1960 - Entre troisième division et Honneur
Pendant les années 1960, le rugby issoirien oscille entre le championnat Honneur et la troisième division où il parvient à se qualifier pour les phases finales à plusieurs reprises. 
Après six saisons consécutives en troisième division, l'US Issoire connait la relégation lors de la saison 1963-1964. Cette saison a été marquée par l'indisponibilité du stade Albert-Buisson pour travaux, obligeant les « mauve et noir » à jouer sur le terrain du Bout du Monde.
La saison suivante sera plus positive pour l'US Issoire qui décroche un nouveau titre de champion d'Auvergne Honneur. Les joueurs issoiriens poursuivront leur belle saison jusqu'en quart de finale du championnat de France Honneur. Le 25 avril 1965, l'équipe est battue sur le terrain de Sarlat par le futur champion de France, Nérac. 
Pour son retour en troisième division, le club issoirien parvient à se maintenir malgré la blessure de son capitaine Michel Dumoulin. Lors des quatre saisons suivantes, l'US Issoire réussit à se qualifier pour les phases finales du championnat de troisième division sans jamais réussir à gagner sa place au niveau supérieur. 
A noter la création d'une équipe cadet et de l'école de rugby lors de la saison 1966-1967. 

#### Années 1970 - Retour en deuxième division et période de crise
Au milieu de l'année 1970, Jacques Lavédrine, futur député-maire d'Issoire, prend la présidence du club après la démission d'André Feuillet. Marcel Chalaphy est nommé entraineur des séniors. 
Après avoir une nouvelle fois échoué en phases finales du championnat de troisième division la saison précédente, l'US Issoire parvient de nouveau à se qualifier lors de la saison 1971-1972. Dans une poule composée du Stade clermontois, d'Autun, de Gueugnon, de Rhodia, de Digoin, de Vénissieux, de Villeurbanne, du CUC et du SA Lyon, les joueurs issoiriens terminent premiers de leur poule avec 45 points. Lors des phases finales, l'équipe se défait de Cannes en 32e (25-11), et de l'US La Tour-du-Pin en 16e (18-9) ; avec cette dernière victoire, les Issoiriens retrouvent pour la première fois depuis 14 ans la deuxième division nationale. L'US Issoire termine son parcours en 8e de finale contre Villemur à Souillac (12-0). 
Pour son retour en deuxième division nationale, l'US Issoire se retrouve dans la poule de Bourgoin-Jallieu, Annecy, Montélimar, Pierrelatte, Roanne, Salon de Provence, Vienne, Voiron et Bellegarde. L'équipe décroche son maintien en terminant à la 6ème place. 
Pour sa deuxième saison à ce niveau, le club issoirien parvient à se qualifier pour les phases finales du Championnat de France en atteignant les 32e (défaite 15-16 contre Tournon). 
Au début de la saison 1974-1975, l'US Issoire enregistre plusieurs départs de joueurs cadres. Malgré une saison compliquée, l'équipe réussi à assurer son maintien en deuxième division nationale. 
Pour la saison 1975-1976, Marcel Chalaphy décide de se consacrer à l'équipe cadets, Alain Martin et Robert Vigier le remplace. Après une saison compliquée et très irrégulière, l'US Issoire est reléguée en troisième division nationale. Par manque d'effectifs, les autres équipes peinent aussi. 
Après trois saisons sans éclats marquées par de nombreux remous internes, l'US Issoire est reléguée en Honneur au terme de la saison 1978-1979. Au début de la saison 1979-1980, le club espère une remontée rapide en troisième division nationale. Finalement, la saison est difficile et le maintien est assuré de justesse par les joueurs. 

#### Années 1980 - La reconstruction
Au début des années 80, le club traverse une crise avec en point d'orgue la démission de son bureau lors de l'assemblée générale du 28 avril 1980. Par manque de candidats, l'US Issoire omnisports a dû intervenir afin de résoudre cette crise. Un nouveau bureau est formé le 16 mai 1980 à la suite d'une troisième assemblée générale. Robert Chabaud devient le nouveau président du club. 
Malgré les remous de la fin de saison précédente, les joueurs réalisent une excellente saison 1980/1981 en remportant le titre de champion d'Auvergne Honneur. En 32e de finale, l'US Issoire parvient à se défaire de l'équipe d'Aulnay-Sous-Bois (12-3) et retrouve la troisième division nationale. Le parcours se termine au tour suivant après une défaite contre Autun (10-9).  
Pour son retour en troisième division nationale, l'US Issoire se retrouve dans une poule difficile avec Roanne, Cournon, Vénissieux, Gueugnon, Commentry, Digoin, Couches-Les-Mines, Belleville-Sur-Saône et Manzat. Issoire réalise un très mauvais départ avec plusieurs défaites à domicile. L'équipe ne parvient pas à redresser la barre et le club est à nouveau relégué en Honneur.  
L'US Issoire retrouve le championnat de France Honneur que pour une saison. Les « mauve et noir » décrochent un nouveau titre de champion d'Auvergne Honneur et obtient sa montée en D3, à l'issue du 32e de finale victorieux contre La Motte-Beuvron (19-0).  
Lors de la saison 1983-1984, l'US Issoire assure son maintien sans difficultés en terminant 4ème aux portes des phases finales. La saison suivante, le club se fixe pour objectif de rejoindre le niveau supérieur. Pour cela, Luc Adam est nommé entraineur. Le groupe parvient à se qualifier pour les phases finales du championnat de France de troisième division. L'US Issoire se défait de Couches-Les-Mines en 32e de finale (15-6) mais s'incline au tour suivant contre les Ilets montluçonnais (15-3).  
Après un premier échec, le club souhaite une nouvelle fois jouer la montée en deuxième division nationale lors de la saison 1985-1986. À la suite d'une saison disputée, l'équipe termine leader de sa poule et se qualifie pour les 32e de finale du championnat de France. L'US Issoire domine Seyssins 27-18 grâce à son demi d'ouverture, Jacky Veysseyre. En 16e de finale, l'US Issoire s'impose face à Montceau-Les-Mines (6-3) et retrouve 10 ans après la deuxième division nationale. Le parcours en phases finales se termine au tour suivant contre Châteauroux (7-6).   
L'équipe de la montée se compose de : D. Bernard, JL. Lageix, F. Rouchy, R. Ourseire, S. Somaruga, C. Vigier, G. Fouilhoux, P. Dumoulin, J. Veysseyre, JF. Chalvignac, JM. Brionnet, Babut, JF. Chevalier, L. Moro; G. Petit, S. Richioud, G. Rouchy, P. Rossi, F. Cirech, A. Pignol, E. Faidit.
Pour sa première saison en deuxième division nationale, Issoire assure son maintien malgré une poule difficile. Dans la continuité des saisons précédentes, l'US Issoire parvient à se qualifier pour les play-off en terminant à la 6e place de sa poule. La poule des play-off est composée de Brioude, CASG Paris, Stade bordelais. La saison des « mauve et noir » se termine à ce niveau.  
L'année 1986 est marquée par le départ du club de son antre historique, le stade Albert-Buisson, pour un nouveau complexe sportif plus moderne : le complexe Jacques-Lavédrine, ou stade du Mas.  
Au début de la saison 1988-1989, le club se renouvèle. Guy Dumoulin succède à Pierre Rouchy à la présidence du club, tandis que l'ancien deuxième ligne de l'AS Montferrand, Henri Bourdillon, prend l'équipe première en main. L'effectif s'étiole et les recrues sont rares. Cette saison ne sera pas de la même qualité que les précédentes. Après 2 saisons en deuxième division nationale, le club est relégué.  
Après la relégation en troisième division nationale, il faut deux assemblées générales pour élire l'équipe dirigeante. Georges Chevalier est le nouveau président. Rémi Rodier, Thierry Sauvadet, Roger Ourseire s'occupent des équipes séniors, tandis que Michel Garnier gère la préparation physique. À la suite de nombreux changements et du rajeunissement de l'effectif, la remontée immédiate en deuxième division nationale n'est pas envisagée en début de saison. Néanmoins, l'équipe termine première de sa poule qui comprend Belleville, Vénissieux, St-Egrève, St-Léger-des-Vignes, St-Marcellin, Villeurbanne, Jarrie, Tarare et le CUC. Issoire se qualifie donc pour les play-off avec Pierrelatte, Monteux et St-Marcellin. L'équipe échoue de peu dans la course aux deux premières places qualificatives.

#### Années 1990 - Entre troisième et deuxième division
Au début de la saison 1990-1991, l'US Issoire connait un changement de direction. Georges Chevalier, président de l'USI omnisport, avait annoncé qu'il ne resterait qu'un an celui du rugby. Jacques Houlbert lui succède à la tête du club « mauve et noir ». Sur l'entrainement, Michel Garnier remplace Rémi Rodier désirant prendre du recul. Il est assisté de Roger Ourseire et de Thierry Sauvadet. Malgré un nouveau rajeunissant de l'effectif, l'équipe parvient à se qualifier pour les play-off. Opposée à Mandelieu, Capestang et Privas, l'US Issoire ne se qualifie pas pour la suite des phases finales. 
Cette saison est également marquée par la qualification de l'équipe juniors en finale du championnat de France Philiponneau. Les jeunes Issoiriens, emmenées par Bernard Goutta, s'inclinent sur le score de 22 à 19 face à Bazas.  
La saison 1991-1992 est dans la continuité de la précédente. L'équipe termine première de poule et se qualifie pour les play-off. L'US Issoire est opposée à Montluçon, Moulins et Ugine-Albertville. En terminant troisième de poule, Issoire laisse échapper sa chance d'aller en phases éliminatoires.   
Pour la saison 1992-1993, l'objectif est annoncé : accéder à la deuxième division nationale. Philippe Rouzières, assisté de Thierry Sauvadet et de Gilles Gladel, dirige les entrainements. Issoire termine une nouvelle fois première de sa poule et retrouve les play-off contre Bourg-lès-Valence, Aix-en-Provence et Romagnat. Là aussi, les « mauve et noir » terminent leader et obtiennent le droit de disputer la rencontre d'accession à la deuxième division nationale. Le 9 mai 1993, sur le terrain de Roanne, Issoire bat St-Marcel L'île d'Abeau 20 à 15, validant ainsi leur ticket pour le niveau supérieur. En 8e, l'équipe se défait de La Tremblade 42 à 21 avant de s'incliner au tour suivant face à Millas (18-13).   
L'équipe de la montée se compose de : Cubizolles, Somaruga, Pignol, Giraud, Champeix, F. Rouchy, G. Rouchy, Houlbert, Bernard, E. Faidit, C. Rossi, Sauvadet, Chabrier, Debost, Thérond, Gaydier, Boudon, Serre, Gladel, Terranova, Chevalier, Chalvignac et Liandier.    
Pour son retour en deuxième division nationale, l'US Issoire vise le maintien dans une poule composée notamment de Brioude, du Stade français, de l'AS Police Paris, de Maisons-Laffitte, Mâcon, Nevers. L'équipe parvient à se maintenir en terminant à la 8e place de la poule.   
L'US Issoire parvient à assurer son maintien en deuxième division nationale lors des deux saisons suivantes. L'équipe échoue dans la course aux phases finales lors de la saison 1995-1996 en terminant 6e, soit la dernière place qualificative, à égalité de point avec Brioude (goal-average supérieur).    
L'année 1995 marque également l'arrivée d'Alain Lubienicki à la présidence du club, en co-présidence avec Jacques Houlbert.    
Lors de l'été 1996, une nouvelle équipe est mise en place pour diriger les entrainements du groupe séniors, avec Jean-Claude Rutault et son fils Éric. Ils sont assistés de Bernard Poulossier. Avec une saison marquée par de longs déplacements (11 000 km), la dynamique de l'équipe s'essouffle (entre autres absentéisme, blessure), contraignant le club à la relégation.    
À la suite de la relégation, un nouveau staff est désigné à la tête du groupe séniors : Éric Faidit, Gilles Petit et René Rodier. L'US Issoire termine 2e de poule, et se qualifie directement pour les 32e de finale du championnat de France, conclus par une défaite 18-13 contre Miélan. L'équipe réserve parvient quant à elle à atteindre la finale du championnat de France. Après la première place du groupe, l'équipe réserve se défait de St-Cernin en 32e (13-7), de la Côte d'Arey en 16e (31-20), de Miélan en 8e (23-7), de Sainte Foy la Gran en quart (9-8) et de Bon-Encontre en demi-finale (14-11). En finale, les réservistes issoiriens ne parviennent pas à décrocher le titre de champion de France et s'inclinent sur le score de 27 à 23 face à Massy.    
Lors des deux saisons suivantes, l'US Issoire échoue en phase finale dans sa quête d'accession au niveau supérieur.   

#### Années 2000
Au début de la saison 2000-2001, l'objectif annoncé est la montée en deuxième division nationale. L'équipe termine première de poule avec Saint-Cernin avec seulement 2 défaites. En 32e de finale du championnat de France, l'US Issoire s'incline 21 à 19 contre Limoux et échoue dans son objectif. 
L'été 2001 est marqué par un changement de staff. Lilian Carrias, capitaine du CA Périgueux, signe à Issoire en tant qu'entraineur-joueur avec Serge Hawro et Paul Roche. L'US Issoire termine leader de sa poule mais échoue une nouvelle fois dans sa quête d'accession en s'inclinant face à Rennes en 32e de finale sur le score de 20 à 18.  
Pour la saison 2002-2003, Freddy Maso renforce le trio d'entraineur. L'équipe termine deuxième derrière St-Savin qui accède directement au niveau supérieur. L'US Issoire, se défait de Sallanches/Faucigny (33-19) en 32e de finale, et de Villars-les-Dombes en 16e (17-17, 6 à 5 aux tirs au but). En 8e de finale, l'équipe parvient à s'imposer 18 à 9 contre le Rhône Sportif et décroche enfin son billet pour la Fédérale 2. La saison de l'US Issoire se clôture en quart de finale après une défaite 26 à 16 contre St-Saturnin-lès-Avignon.  
L'équipe de la montée se compose de : Melinand, Cassaro, Grodecœur, Solignac, Roussel, Challine, Dubost, Rozier, A. Carrias, Bonhomme, Desterne, Champion, Sauzede, Chabrier, Gladel, Fournet-Fayard, Sembille, Chauve, Exbrayat, L. Carrias, Sourdeix et Ferracci.  
Pour son retour en Fédérale 2, le staff est reconduit, seul Freddy Maso part pour l'ASM Clermont-Auvergne. Avec un groupe inexpérimenté à ce niveau, l'US Issoire ne parvient pas à assurer son maintien à ce niveau.  
Julien Finaud et Jean-François Chevalier rejoignent Lilian Carrias pour l'encadrement du groupe séniors. Au coude à coude avec Cournon lors de la saison 2004-2005, l'US Issoire décroche la première place de son groupe de Fédérale 3 et accède directement à la Fédérale 2.  
La poule de Fédérale 2 2005-2006 de l'US Issoire est composée de : Bellegarde, Givors, Pont-de-Claix, Romans, Rumilly, St-Jean-en-Royans, St-Savin, Ugine/Albertville, Vienne, Villefranche-sur-Saône et Villeurbanne. Joël Pezet remplace Julien Finaud parti rejoindre le staff de l'ASM Clermont Auvergne. L'équipe termine à la dixième place à égalité avec Givors en ballotage favorable pour le maintien. Avec une sanction de 120 jours, l'US Issoire laisse sa place en Fédérale 2 et retrouve la Fédérale 3.  
Après sa rétrogradation, l'US Issoire commence la saison 2006-2007 avec un staff remanié. Éric Nicol remplace Joël Pezet qui a décidé d'arrêter. Dans une poule majoritairement auvergnate, le début de saison est poussif avec des défaites à Bort-les-Orgues, à Rillieux, St-Priest et Belleville. En revanche, lors de la deuxième partie de saison, l'US Issoire reste invaincue à domicile comme à l'extérieur et fait match nul chez le leader St-Étienne qui termine premier de poule avec seulement un point d'avance sur les « mauve et noir ». Pour retrouver la Fédérale 2, l'US Issoire doit donc passer par les phases finales. L'objectif ne sera pas atteint avec une défaite 36 à 30 en barrage contre Montélimar sur le terrain de Bron.   
L'intersaison 2007 est marquée par le départ d'Alain Lubienicki de la présidence du club après 12 années. Claude Pojolat lui succède entouré par une nouvelle équipe de dirigeants. Jean-Claude Langlade, ancien international et joueur de l'ASM Clermont Auvergne, remplace Éric Nicol aux côtés de Lilian Carrias pour l'entrainement des séniors. L'équipe termine son championnat à la deuxième place derrière La Voulte et loupe l'accession directe en  Fédérale 2. En barrage, face au Pontet-Avignon, les Issoiriens parviennent à l'emporter 12 à 11. Au tour suivant, Issoire manquera une nouvelle fois la montée au niveau supérieur avec une défaite 20 à 19 contre Montélimar après avoir mené 14 à 0 à la mi-temps.   
Au début de la saison 2008-2009, le club connaît de nombreux changements. Les dirigeants choisissent de ne pas reconduire le staff composé de Lilian Carrias et de Jean-Claude Langlade sans remettre en cause l'excellent travail effectué par Lilian depuis son arrivée marqué notamment par deux montées en Fédérale 2. L'encadrement des séniors est confié à Bruno Bournel et Franck Panafieu, assistés de Jean-François Chevalier qui garde son poste. Confronté à une crise financière et à la réalité du niveau, le club décide de mettre fin à la rétribution des joueurs, les joueurs seront tous soumis au système égalitaire des primes de match. En raison de cette nouvelle politique, l'effectif connaît des profondes mutations avec de nombreux départs et arrivées. Le club décide de s'appuyer plus fortement sur sa formation pour alimenter son groupe séniors. En fin de saison, le club est sportivement relégué en terminant avant-dernier avec un total de 35 points. Avec la qualification de St-Savin pour la demi-finale du championnat de France, permettant au club d'accéder à la Fédérale 2, une place se libère en Fédérale 3. Issoire en profite et se maintient administrativement à ce niveau pour la saison suivante.   
Pour son centenaire, l'US Issoire entame donc la saison 2009-2010 en Fédérale 3. L'équipe est à la lutte avec Meyzieu toute la saison pour assurer son maintien. Lors de l'avant-dernière journée, Issoire parvient à battre Meyzieu au stade du Mas. Ce résultat permet à l'équipe de précéder son adversaire de deux points avant la dernière journée et de se positionner en tant que premier non-reléguable. Lors de la dernière journée, Meyzieu reçoit Le Puy-en-Velay, alors que l'US Issoire se déplace à Mauriac. Dans un match disputé et serré, avec un match nul à la mi-temps, Mauriac bat Issoire sur le score de 19 à 12. Cette défaite condamne l'US Issoire à une descente en Honneur, niveau que le club n'avait plus connu depuis la saison 1982-1983.

#### Années 2010
En 2013, l'US Issoire évolue en division Honneur, avant de gravir les divisions. Pendant la saison 2017-2018 de Fédérale 2, l'équipe se qualifie en phase finale, mais s'incline en huitièmes contre l'US Nafarroa. La saison suivante, les Issoiriens remportent le huitième de finale aller-retour, cette fois-ci contre l'US Orthez, décrochant ainsi leur promotion en Fédérale 1,. Un mois plus tard, ils clôturent leur saison en remportant le titre de champion de France de Fédérale 2 aux dépens du RCS Rumilly.

#### Années 2020
Après la finale perdue en 2022, les espoirs fédéraux s'étaient donné un objectif en reprenant le chemin de l'entraînement en août 2022 : allez chercher le bouclier qui leur avait échappé, et ils l'ont fait le 4 juin 2023 à Millau. La saison fut longue mais belle avec ce titre au bout. Ce titre vient surtout récompenser tout le travail de chacun (joueurs et entraineurs) et un état d'esprit d'équipe tout au long de l'année, durant les mois d'hiver où il ne fait parfois pas bon de s'entrainer. Ce titre vient aussi récompenser la formation du club, pierre angulaire du projet sportif de l'US Issoire Rugby.

## Identité visuelle

### Couleurs et maillots
Les couleurs historiques du club issoirien sont le mauve et le noir. Plusieurs versions subsistent quant à l'origine de ses couleurs. 
D'après la première, « le mauve et le noir se marient bien pensait sans doute celui qui, pour son équipe dont nous ne connaîtrons jamais le nom, commanda ce jeu de maillot qu'il ne put jamais payer. Recherchant un jeu en catastrophe, le stade (ancien nom de l'US Issoire) profita de l'occasion et du rabais octroyé par le fabricant pour s'équiper. Ainsi naissent les couleurs..., par un simple fait anecdotique ».
Selon une deuxième, « Un jeune d'Issoire, dont les parents tenaient le café de l'Europe, monta à Paris pour ses études, et joua trois quart-centre au PUC. Ce club bien connu portait des couleurs mauves. Pour la création de la première équipe de notre sous préfecture, l'étudiant aurait demandé aux dirigeants parisiens, un jeu de maillots dont ils ne se servaient plus. Voilà comment Issoire trouva ses couleurs, abandonnées par la suite, puis reprises définitivement sous l'ère Chabrol en 1956 ».

### Logo

Évolution du logo
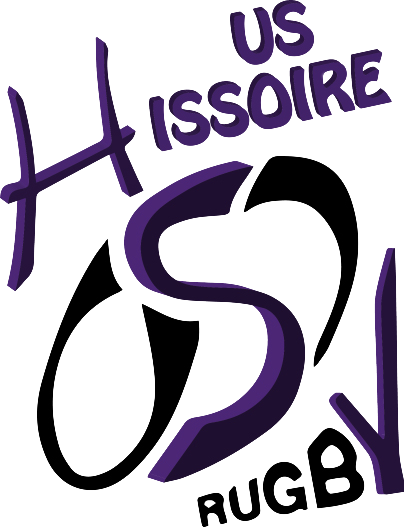
Ancien logo abandonné en 2019.
Logo instauré en 2019.

## Palmarès
- Championnat de France de rugby à XV Espoirs Fédéraux : 
  - Champion (1) : 2022-2023

- Championnat de France de rugby à XV Espoirs Fédéraux :
  - Finaliste (1) : 2021-2022
- Championnat de France de rugby à XV de 2e division fédérale :
  - Champion (1) : 2018-2019[7].
- Championnat de France de rugby à XV Christian Belascain (moins de 22 ans) : 
  - Champion (1) : 2017-2018[8].
- Championnat de France de rugby à XV Honneur : 
  - Finaliste (1) : 1951-1952.
- Championnat régional d'Auvergne Honneur : 
  - Champion (3) : 1964-1965, 1980-1981, 2013-2014.
- Championnat régional d'Auvergne Promotion : 
  - Champion (1) : 1947-1948.
- Championnat régional d'Auvergne 2e Série : 
  - Champion (7) : 1933-1934, 1934-1935, 1935-1936, 1936-1937, 1937-1938, 1938-1939, 1939-1940.
- Championnat régional du Centre 2e Série : 
  - Champion (4) : 1921-1922, 1922-1923, 1923-1924, 1924-1925.
- Championnat régional du Centre 4e Série : 
  - Champion (1) : 1932-1933.
- Championnat régional du Centre 5e Série : 
  - Champion (1) : 1929-1930.
- Championnat de France de rugby à XV de 3e division fédérale (Excellence B) :
  - Finaliste (2) : 1997-1998, 2002-2003.
- Championnat régional d'Auvergne Honneur (Réserve) :
  - Champion (3) : 1966-1967, 1967-1968, 1969-1970.
- Championnat de France Balandrade (juniors) :
  - Finaliste (1) : 2002-2003.
- Championnat de France Philiponeau (juniors) : 
  - Finaliste (1) : 1990-1991.
- Championnat de France UFOLEP B (cadets) : 
  - Finaliste (2) : 1992-1993, 1995-1996.

## Finales disputées
| Compétition      | Date de la finale | Vainqueur                        | Score   | Finaliste                        | Lieu de la finale                          | Spectateurs            |
| ---------------- | ----------------- | -------------------------------- | ------- | -------------------------------- | ------------------------------------------ | ---------------------- |
| Honneur          | 4 mai 1952        | Sport athlétique bordelais       | 6 - 3   | Union sportive issoirienne rugby | Souillac                                   | NC                     |
| Fédérale 2       | 23 juin 2019      | Union sportive issoirienne rugby | 32 - 30 | Rugby club Savoie Rumilly        | Stade de l'Escalle, Villefranche-sur-Saône | 5 000[réf. nécessaire] |
| Espoirs Fédéraux | 4 juin 2023       | Union sportive issoirienne rugby | 22 -12  | Lombez Samatan                   | Millau                                     |                        |

## Personnalités du club

### Présidents
- 1910-1918 :  René Chabaud (Membre fondateur)
- 1918-1926 :  Étienne Bourbie
- 1926-1929 :  Étienne Bourbie et Joseph Choguvu
- 1929-1931 :  M. Rocleras
- 1931-1939 :  Philippe Dinet (Membre fondateur)
- 1939-1940 :  M. Rochias
- 1940-1941 :  Jean Juthy et M. Raphaely
- 1945-1957 :  François Chabrol
- 1957-1958 :  André Redon
- 1958-1959 :  Jean Madeore, Jean Vernet et M. Nailles
- 1959-1961 :  M. Bony-Cisterne
- 1961-1966 :  Jean-Marie Chouvy
- 1966-1970 :  André Feuillet
- 1970-1977 :  Jacques Lavédrine
- 1977-1978 :  Félix Juilhard
- 1978-1980 :  André Morel
- 1980-1982 :  Robert Chabaud
- 1982-1988 :  Pierre Rouchy
- 1988-1989 :  Guy Dumoulin
- 1989-1990 :  Georges Chevalier
- 1990-1992 :  Jacques Houlbert
- 1992-1994 :  Jacques Houlbert et Franck Charmensat
- 1994-1995 :  Jacques Houlbert et Alain Cagnard
- 1995-1998 :  Jacques Houlbert et Alain Lubienicki
- 1998-2001 :  Alain Lubienicki
- 2001-2002 :  Alain Lubienicki et Gérard Boudon
- 2002-2007 :  Alain Lubienicki
- 2007- :  Claude Pojolat

### Entraîneurs
| Période   | Entraîneur(s) en chef                               | Adjoint(s)                                        | Niveau                                                       |
| 1975-1976 | Alain Martin                                        | Robert Vigier                                     |                                                              |
| 1976-1977 | Alain Martin                                        | Robert Vigier                                     |                                                              |
| 1977-1978 | Gérard Anastique                                    |                                                   |                                                              |
| 1978-1979 | Gérard Anastique                                    |                                                   |                                                              |
| 1979-1980 | Bernard Chassaing                                   |                                                   |                                                              |
| 1980-1981 | Bernard Chassaing                                   | Jean-Claude Schandene                             |                                                              |
| 1981-1982 | Jean-Claude Schandene                               |                                                   |                                                              |
| 1982-1983 | Jean-Claude Schandene                               |                                                   |                                                              |
| 1983-1984 | Rémi Rodier                                         |                                                   |                                                              |
| 1984-1985 | Luc Adam                                            |                                                   |                                                              |
| 1985-1986 | Rémi Rodier Yves Lafarge                            | René Dissay                                       |                                                              |
| 1986-1987 | Rémi Rodier                                         | Philippe Gladel Jean-Luc Richioud                 |                                                              |
| 1987-1988 | Rémi Rodier                                         | Philippe Gladel Roger Ourseire                    |                                                              |
| 1988-1989 | Henri Bourdillon                                    | René Dissay                                       |                                                              |
| 1989-1990 | Rémi Rodier                                         | Roger Ourseire Thierry Sauvadet Michel Garnier    |                                                              |
| 1990-1991 | Michel Garnier                                      | Roger Ourseire Thierry Sauvadet                   | Championnat de France de rugby à XV de 3e division nationale |
| 1991-1992 | Jacky Veysseyre Jean-François Chevalier Eric Faidit |                                                   | Championnat de France de rugby à XV de 3e division nationale |
| 1992-1993 | Philippe Rouzière                                   | Thierry Sauvadet Gilles Gladel                    | Championnat de France de rugby à XV de 3e division nationale |
| 1993-1994 | Philippe Rouzière                                   | Thierry Sauvadet Daniel Bernard Roger Ourseire    | Championnat de France de rugby à XV de 2e division nationale |
| 1994-1995 | Eric Faidit Thierry Sauvadet René Rodier            | Bernard Poulossier                                | Championnat de France de rugby à XV de 2e division nationale |
| 1995-1996 | Eric Faidit Thierry Sauvadet René Rodier            |                                                   | Championnat de France de rugby à XV de 2e division nationale |
| 1996-1997 | Jean-Claude Rutault                                 | Eric Rutault Bernard Poulossier                   | Championnat de France de rugby à XV de 2e division nationale |
| 1997-1998 | Eric Faidit Gilles Petit René Rodier                |                                                   | Championnat de France de rugby à XV de 3e division nationale |
| 1998-1999 | Eric Faidit Gilles Petit René Rodier                |                                                   | Championnat de France de rugby à XV de 3e division nationale |
| 1999-2000 | Eric Faidit Gilles Petit René Rodier                |                                                   | Championnat de France de rugby à XV de 3e division nationale |
| 2000-2001 | Eric Faidit Gilles Petit René Rodier                |                                                   | Championnat de France de rugby à XV de 3e division nationale |
| 2001-2002 | Lilian Carrias                                      | Serge Hawro Paul Roche                            | Championnat de France de rugby à XV de 3e division fédérale  |
| 2002-2003 | Lilian Carrias Freddy Maso                          | Serge Hawro Paul Roche                            | Championnat de France de rugby à XV de 3e division fédérale  |
| 2003-2004 | Lilian Carrias                                      | Serge Hawro Paul Roche                            | Championnat de France de rugby à XV de 2e division fédérale  |
| 2004-2005 | Lilian Carrias Julien Finaud                        | Jean-François Chevalier                           | Championnat de France de rugby à XV de 3e division fédérale  |
| 2005-2006 | Lilian Carrias                                      | Joël Pezet Jean-François Chevalier                | Championnat de France de rugby à XV de 2e division fédérale  |
| 2006-2007 | Lilian Carrias Éric Nicol                           |                                                   | Championnat de France de rugby à XV de 3e division fédérale  |
| 2007-2008 | Lilian Carrias                                      | Jean-Claude Langlade                              | Championnat de France de rugby à XV de 3e division fédérale  |
| 2008-2009 | Bernard Bournel                                     | Franck Panafieu Jean-François Chevalier           | Championnat de France de rugby à XV de 3e division fédérale  |
| 2009-2010 | Eric Faidit                                         | David Mathyssen Franck Panafieu                   | Championnat de France de rugby à XV de 3e division fédérale  |
| 2010-2011 | Eric Faidit                                         | David Mathyssen Franck Panafieu Gilles Petit      | Championnat de France de rugby à XV Honneur                  |
| 2011-2012 | Eric Faidit                                         | David Mathyssen Franck Panafieu Gilles Petit      | Championnat de France de rugby à XV de 3e division fédérale  |
| 2012-2013 | Xavier Jarron                                       | David Mathyssen Bernard Garnier                   | Championnat de France de rugby à XV de 3e division fédérale  |
| 2013-2014 | Franck Théron                                       | Arnaud Jacquet Malik Boudjerra Christophe Baraduc | Championnat de France de rugby à XV Honneur                  |
| 2014-2015 | Franck Théron                                       | Arnaud Jacquet Malik Boudjerra Christophe Baraduc | Championnat de France de rugby à XV de 3e division fédérale  |
| 2015-2016 | Franck Théron                                       | Arnaud Jacquet Malik Boudjerra Christophe Baraduc | Championnat de France de rugby à XV de 2e division fédérale  |
| 2016-2017 | Franck Théron                                       | Arnaud Jacquet Anthony Savoie Christophe Baraduc  | Championnat de France de rugby à XV de 2e division fédérale  |
| 2017-2018 | Franck Théron                                       | Arnaud Jacquet Julien Germa Christophe Baraduc    | Championnat de France de rugby à XV de 2e division fédérale  |
| 2018-2019 | Christophe Rodier                                   | Mathieu Chabaud Matthias Dubost Stéphane Bony     | Championnat de France de rugby à XV de 2e division fédérale  |
| 2019-2020 | Christophe Rodier                                   | Mathieu Chabaud Matthias Dubost                   | Championnat de France de rugby à XV de 1re division fédérale |
| 2020-2021 | Christophe Rodier                                   | Mathieu Chabaud Matthias Dubost                   | Championnat de France de rugby à XV de 1er division fédérale |
| 2021-2022 | Christophe Rodier                                   | Christophe Samson Antony Savoie                   | Championnat de France de rugby à XV de 1er division fédérale |
| 2022-2023 | Christophe Rodier                                   | Christophe Samson Antony Savoie                   | Championnat de France de rugby à XV de 1er division fédérale |
| 2023-2024 | Christophe Rodier                                   | Christophe Samson Antony Savoie                   | Championnat de France de rugby à XV de 1er division fédérale |
| 2024-2025 | Christophe Rodier                                   | Alexandre Lapandry Antony Savoie                  | Championnat de France de rugby à XV de 1er division fédérale |

### Personnalités liées au club

#### Personnalités du monde du rugby professionnel passées par le club (équipes de jeunes ou senior)
- Étienne Falgoux
- Alexandre Fischer
- Pierre Gaveau
- Bernard Goutta
- Kurt Heatherley
- Beka Kakabadze
- Nicolas Lafitte
- Romain Martial
- Youri Mege
- Adrien Oléon
- Antonin Ollier
- Benoît Piffero
- Sébastien Piqueronies
- Pierre Rude
- Christophe Samson

#### Joueurs internationaux
- Mirko Garčević
- Soheyl Jaoudat (en)